# Bitwa pod Borysowem (1618)
Bitwa pod Borysowem (1618) – bitwa stoczona w dniu 7 lipca 1618 roku, w końcowej fazie wojny polsko-rosyjskiej (1609–1618).
Polska miała w tej bitwie dwa główne cele. Pierwszy z nich, czyli zdobycie Borysowa, zakończył się niepowodzeniem. Natomiast drugi, którym było wydanie stacjonującym w Możajsku wojskom rosyjskim walnej bitwy i ich rozgromienie, zakończył się częściowym sukcesem. Udało się wciągnąć część garnizonu możajskiego, który przyszedł z odsieczą, w bitwę, która zakończyła się polskim zwycięstwem. Jednak nie osłabiono możajskiego garnizonu na tyle, by udało się zdobyć Możajsk, który był głównym celem Polski podczas letniej kampanii 1618 roku, jako że był ostatnim znaczącym miastem stojącym na drodze do Moskwy.